# Dilbat
Koordinaten: 32° 9′ 0″ N, 44° 30′ 0″ O
Dilbat, heute Tell ed-Duleym oder Tell al-Deylam, war eine sumerische Kleinstadt im heutigen Irak gut 20 Kilometer südlich der Gouvernementshauptstadt Hilla am östlichen Euphratufer. Im Stadtzentrum stand die Zikkurat des Uraš, der als lokaler Erdgott, Kriegsgott und Stadtgott von Dilbat verehrt wurde.
In der Antike lag Dilbat rund 30 Kilometer südlich von Babylon und 15 Kilometer südöstlich von Borsippa im zentralen Herrschaftsbereich der Hammurabi-Dynastie. Die Gründung Dilbats fällt in die zweite Phase des Frühdynastikums, etwa um 2700 v. Chr. Die Siedlung wurde dann mindestens in der Zeit des Reiches von Akkad, große Teile des 2. Jahrtausends v. Chr. mit einer wirtschaftlichen Bedeutung vor allem während der altbabylonischen Zeit (um 1800–1595 v. Chr.), in der Zeit der Sassaniden und in frühislamischer Zeit bewohnt. Dilbat war vor allem für den Anbau landwirtschaftlicher Produkte, darunter Weizen und Gerste, bedeutsam. 
Der Fundort besteht aus zwei Tells, wobei der westliche die Überreste aus dem ersten vorchristlichen Jahrtausend und später enthält und ein größerer östlicher aus den Überresten früherer Epochen besteht. Unsystematische Ausgrabungen fanden zunächst 1897 unter Leitung Hormuzd Rassams statt, der unter anderem einige Tontafeln mit neubabylonischer Schrift entdeckte. Die Tontafeln aus Dilbat wurden zusammen mit den Grabungsfunden Rassams aus Babylon, Borsippa und Sippar ins British Museum gebracht. Die ersten wissenschaftlichen Ausgrabungen begannen 1989, als das Oriental Institute der University of Chicago in Dilbat arbeitete. Heute ist Dilbat vor allem für seine Tontafeln bekannt, die bei immer noch stattfindenden illegalen Raubgrabungen gefunden werden und auf den Schwarzmarkt gelangen.

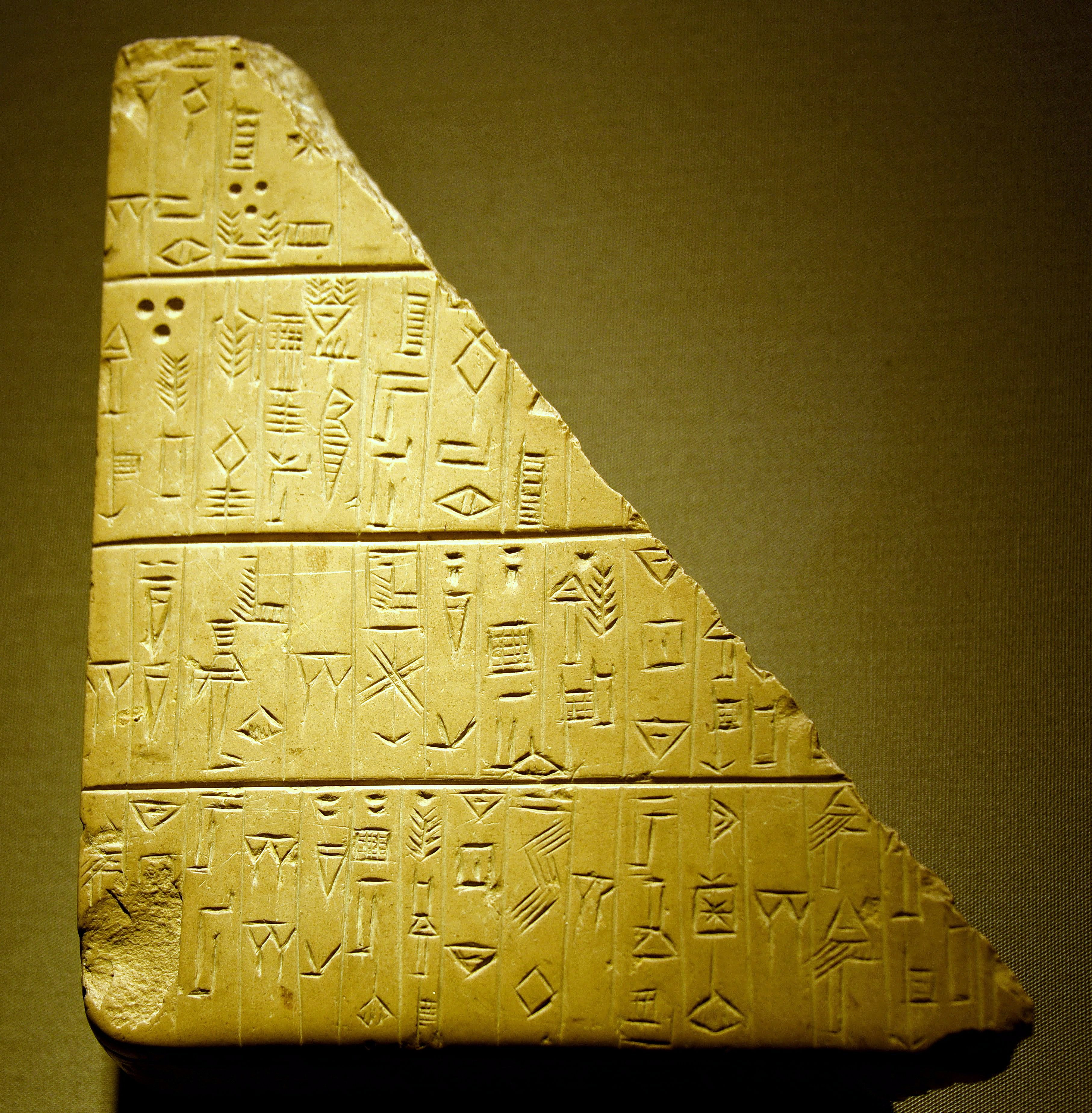
Landkaufvertrag auf einer Keilschrifttafel aus Dilbat, 2400–2200 v. Chr. Von Hormuzd Rassam ausgegraben und ins Britisch Museum verbracht
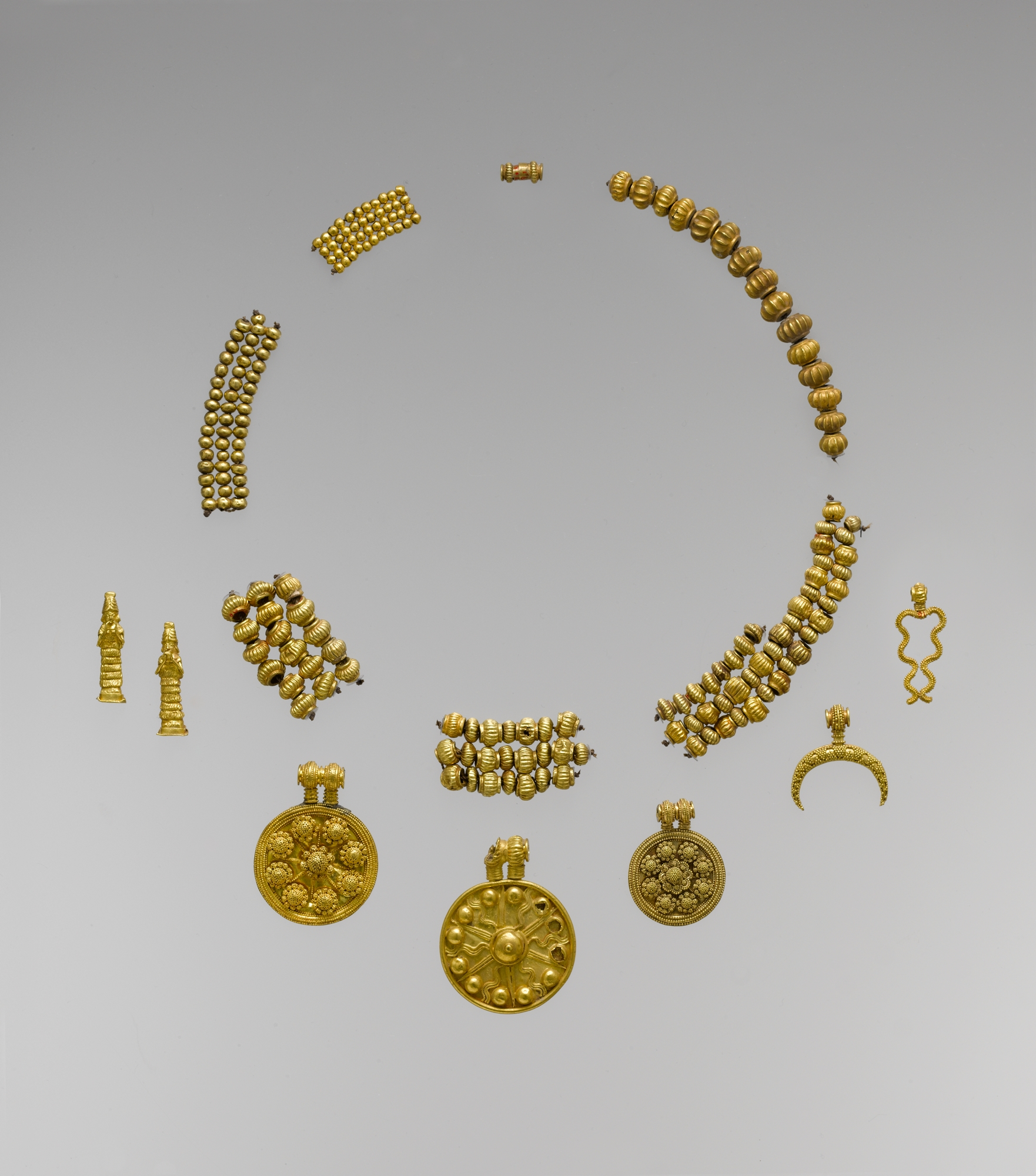
Goldene Halskette aus dem Dilbat-Depotfund, altbabylonisch, um 17. Jahrhundert v. Chr.